# The Messenger (rivista scientifica)
The Messenger è una rivista scientifica a periodicità trimestrale pubblicata dall'Osservatorio europeo australe (ESO). Il periodico, prodotto presso la sede di Garching e pubblicato in lingua inglese dal 1974, propone approfondimenti sulle attività dell'osservatorio, gli strumenti, le strutture e le campagne osservative. La rivista è gratuita e disponibile in modalità digitale e cartacea; insieme a CAPjourna ed ai resoconti annuali costituisce un importante veicolo di comunicazione informativo per la comunità scientifica concernente le attività dell'ESO.